# Crusader Kings III
Crusader Kings III is een real-time strategy-spel ontwikkeld en uitgegeven door Paradox Interactive als opvolger van Crusader Kings (2004) en Crusader Kings II (2012). Het spel werd aangekondigd tijdens PDXCon 2019 in oktober 2019 en werd uitgebracht op 1 september 2020.

## Gameplay
Zoals voorgangers Crusader Kings en Crusader Kings II is het spel een grand strategy game en dynastie-simulator dat zich afspeelt in de Middeleeuwen. Spelers starten in 867 of 1066 en kunnen doorspelen tot 1453. De eindperiode van het spel sluit aan op de beginperiode van de Europa Universalis-serie.